# Abbottabad
Abbottabad (Urdu: ایبٹ آباد) é uma cidade do Paquistão, capital do distrito de Abbottabad, província da Fronteira Noroeste.
Abbottabad está situada a 120 km de Rawalpindi e Islamabad e 205 km de Peshawar. A cidade, também conhecida como A cidade do Bordo, é uma das mais limpas e bonitas do Paquistão. 
O Clima é temperado com 4 estações distintas. O verão é agradável enquanto o inverno é moderadamente frio, ocasionalmente com neve.

## Morte de Osama bin Laden
Em 2 de maio de 2011, Osama bin Laden, o terrorista mais procurado pela CIA, foi morto durante uma operação da US NAVY SEALs, pela Joint Special Operations Command e unidades de inteligência, como a CIA  realizada na cidade.